# Ярус (орудие лова)

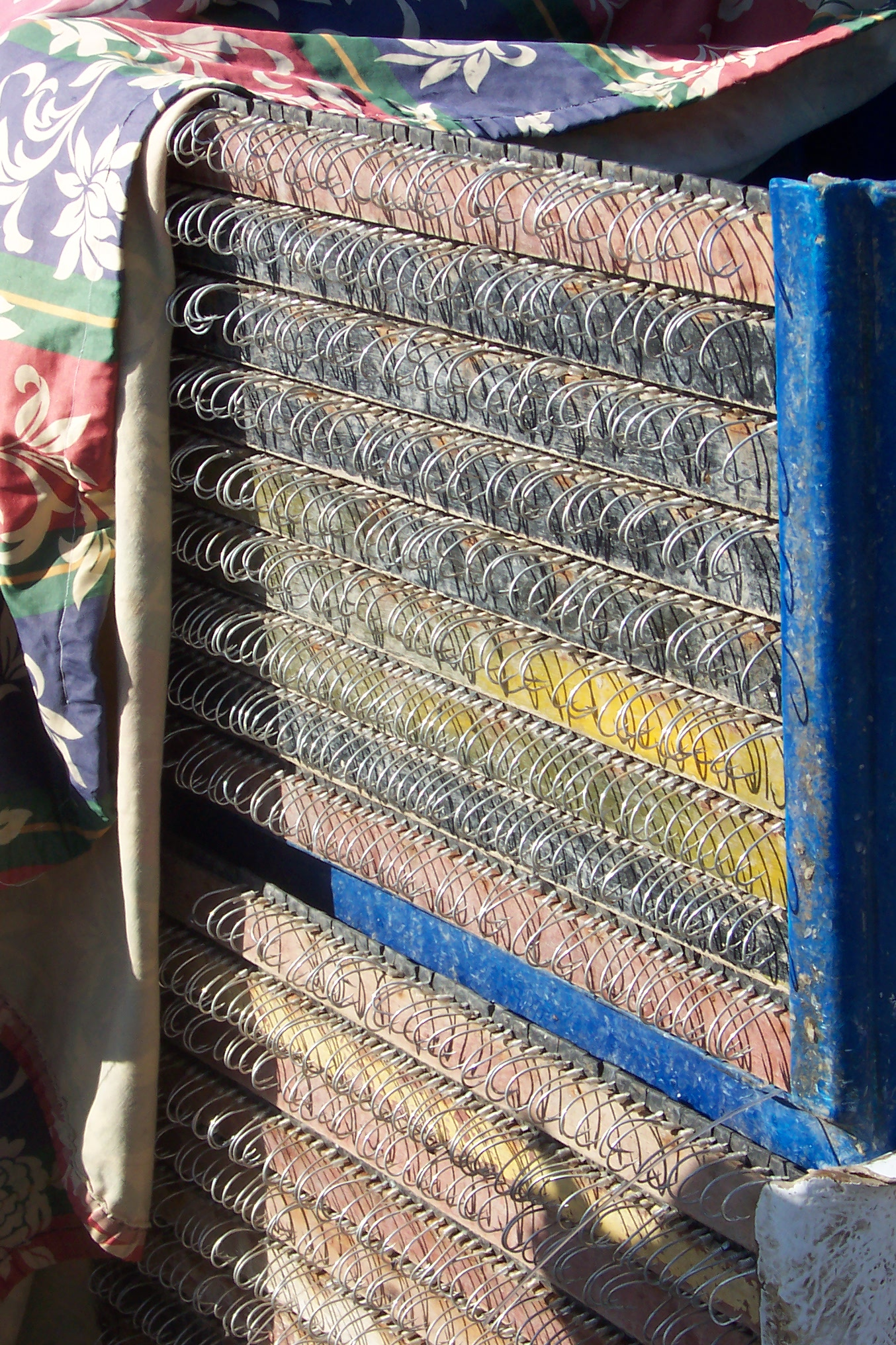
Крючки собранного яруса, используемого для лова рыбы

Я́рус — крючковое орудие лова — особая разновидность гигантского перемёта, используемая в рыболовстве при океаническом или прибрежном морском лове разрежённых скоплений хищных пелагических и донных рыб, а также кальмаров и иногда крабов.

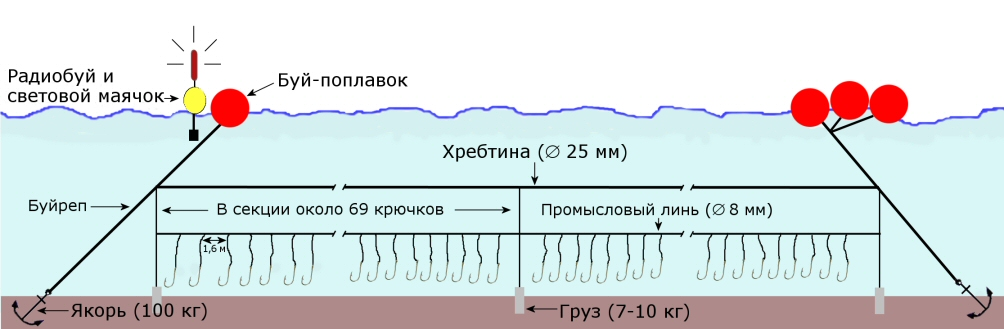
Схема постановки испанского (двойного) донного яруса

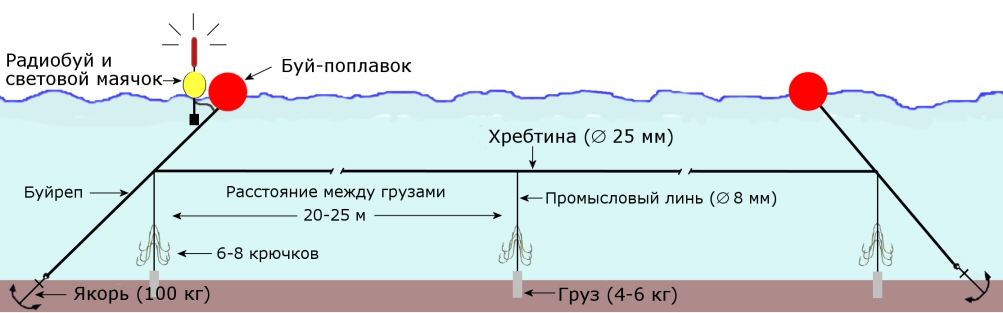
Схема постановки донного тротлайн-яруса

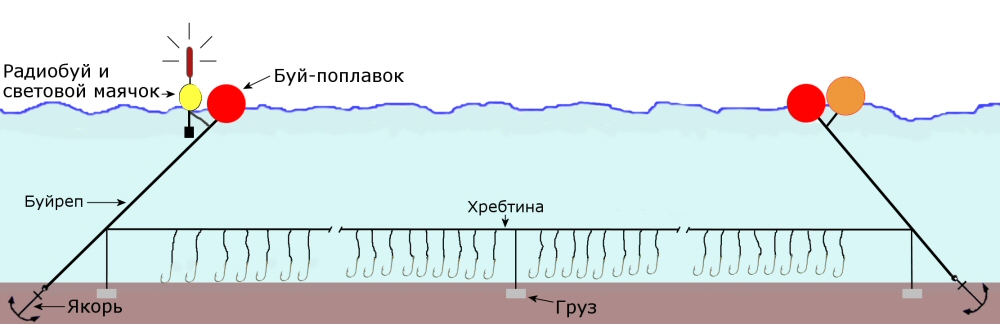
Схема постановки донного автолайн-яруса

Современный наиболее просто устроенный ярус представляет собой очень длинную прочную хребтину обычно в виде полипропиленового каната или толстой лески, к которой на коротких поводцах крепятся через определённые промежутки наживные крючки с насадкой-приманкой для рыбы или блёсны-приманки — джиггеры для кальмаров. По способу постановки в воде различают горизонтальные (рыболовные) и вертикальные (кальмароловные) ярусы, а по способу лова — рыболовные пассивные, находящиеся без движения, и кальмароловные активные — постоянно подёргивающиеся (джиггинг) специальным механизмом ярусы. В зависимости от объекта лова — пелагической или донной рыбы (например, тунцов, меч-рыбы, рыбы-сабли, трески, европейской мерлузы, палтусов, клыкачей), рыболовные ярусы могут вымётываться у поверхности воды, в придонном слое или на дне.
Промышленные горизонтальные рыболовные ярусы, длина которых может достигать нескольких десятков километров (до 100—130 км), используются при океаническом и прибрежном (на шельфе) лове рыб со специально оборудованных механизированных и автоматизированных рыболовных судов — ярусоловов. В прибрежном рыболовстве, осуществляемом на маломерных судах и лодках, используются небольшие немеханизированные ярусы.

## Конструкция рыболовных горизонтальных пелагических и донных ярусов

Экипировка донного яруса
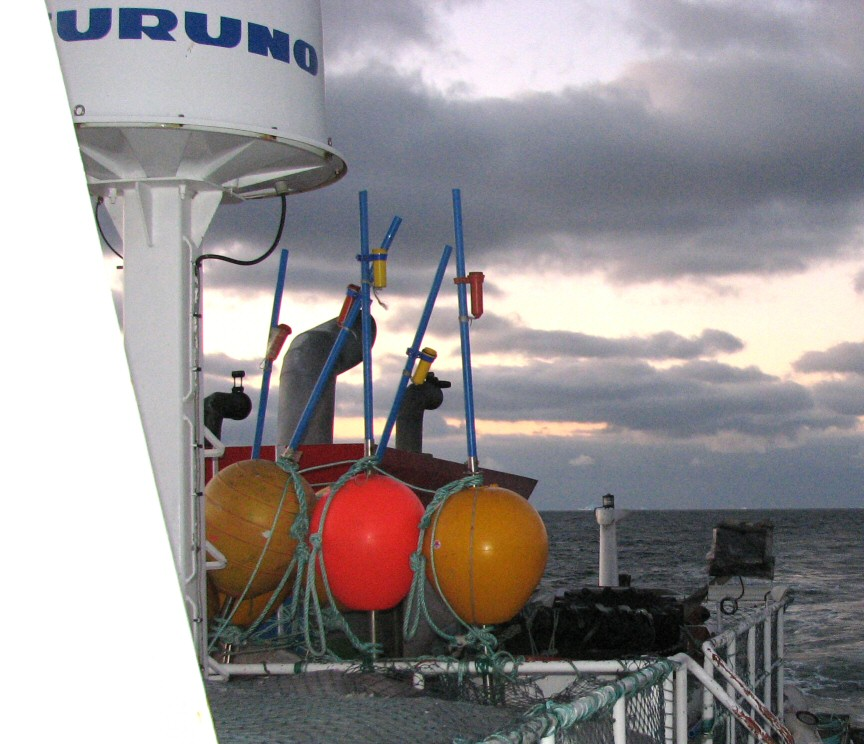
Радиобуи
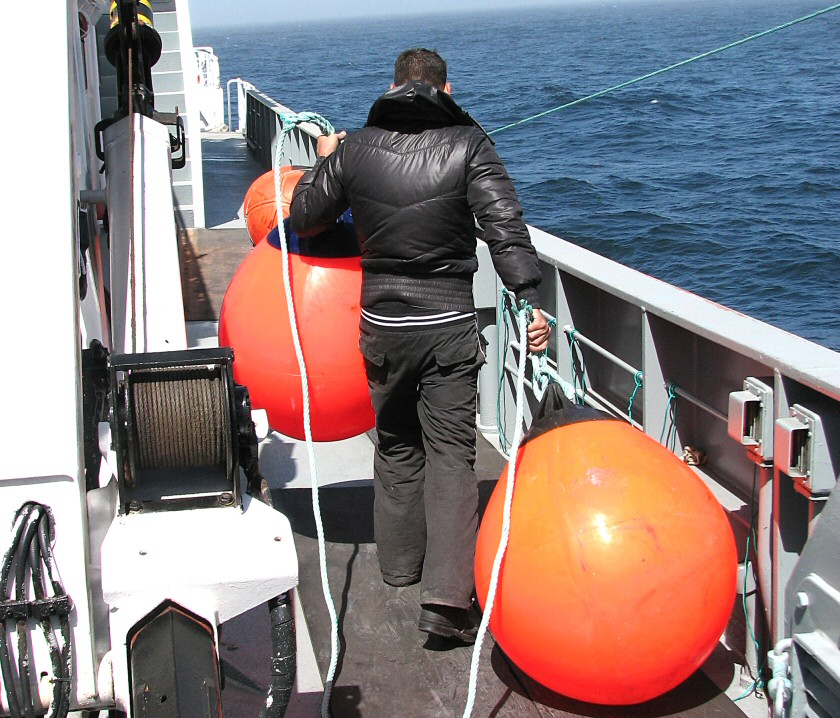
Буй-поплавок
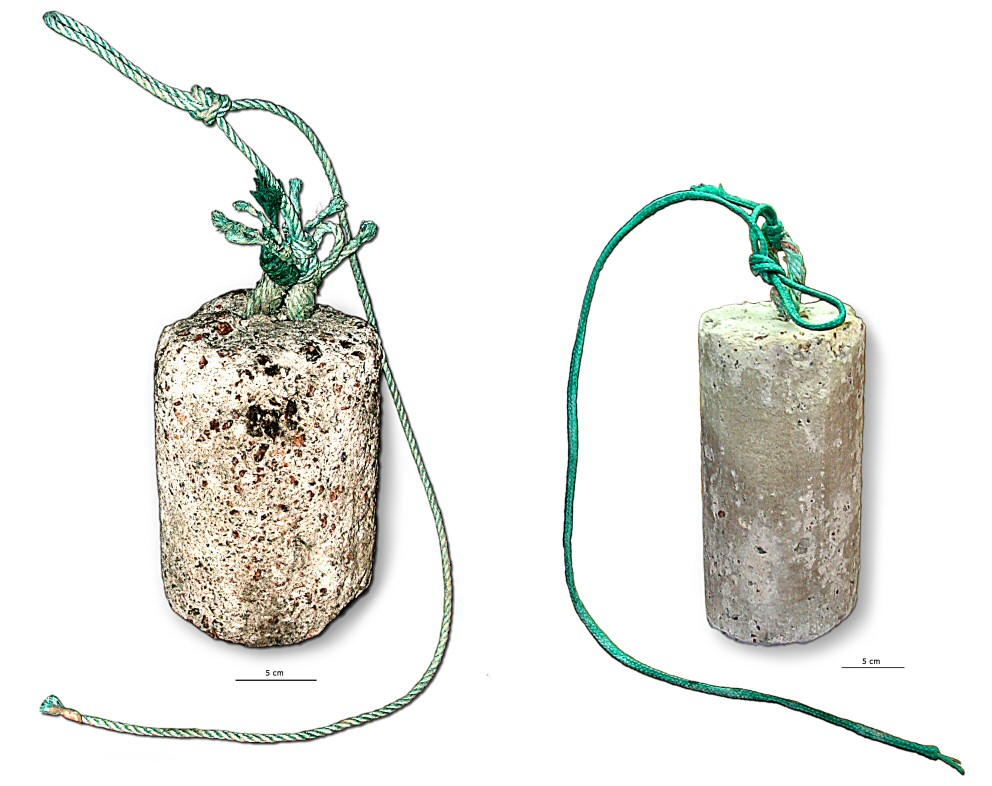
Цилиндрические гранитно-бетонные грузы для заглубления донного яруса
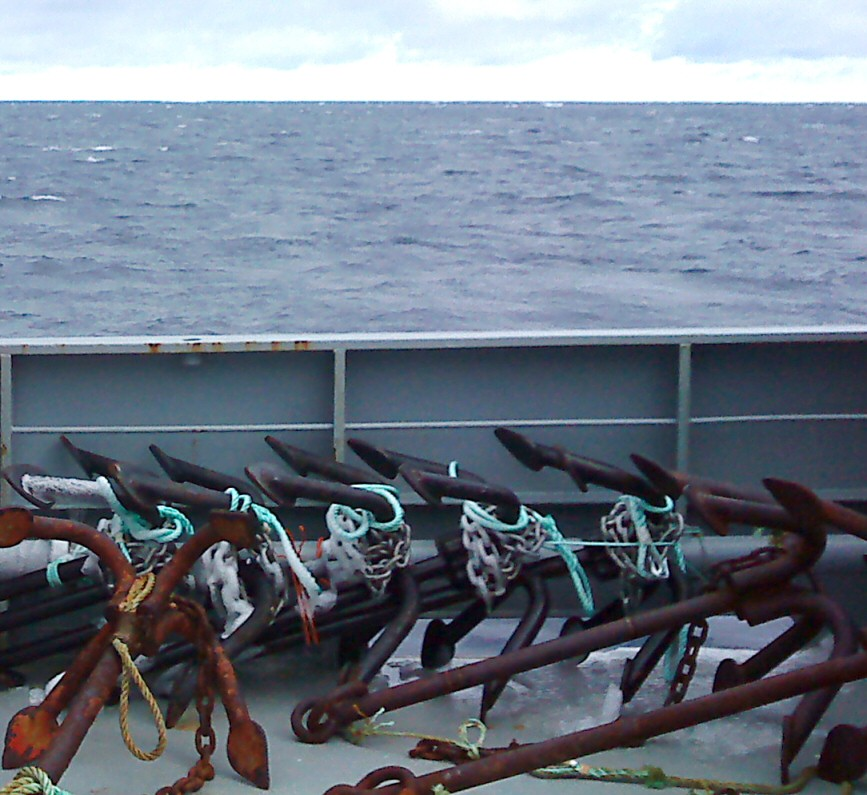
Якоря для донного яруса
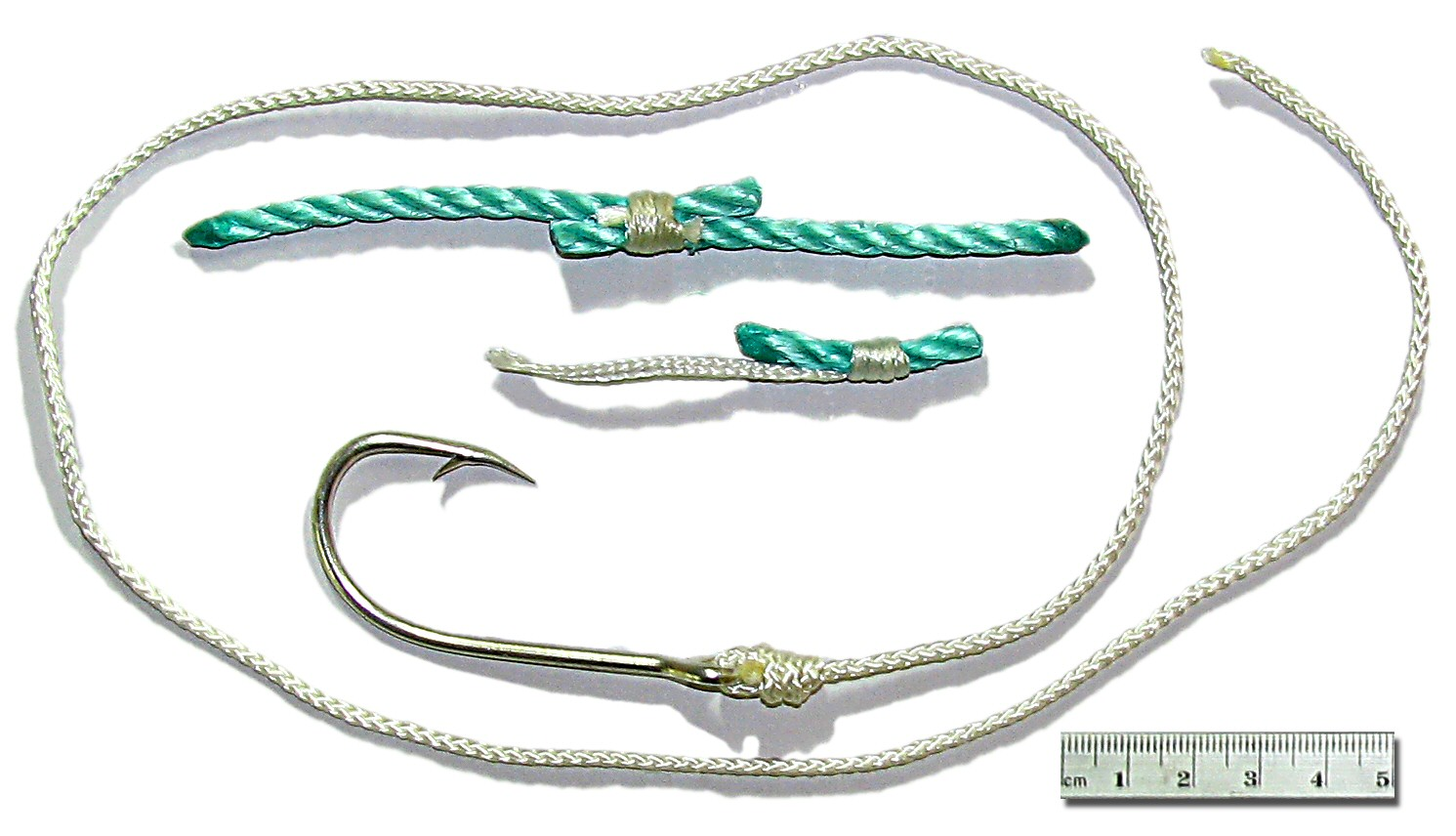
Крючок «Mustad» на белом нейлоновом поводце (крепящийся к зелёному полипропиленовому промысловому линю), применяемый для лова антарктического клыкача испанским донным ярусом
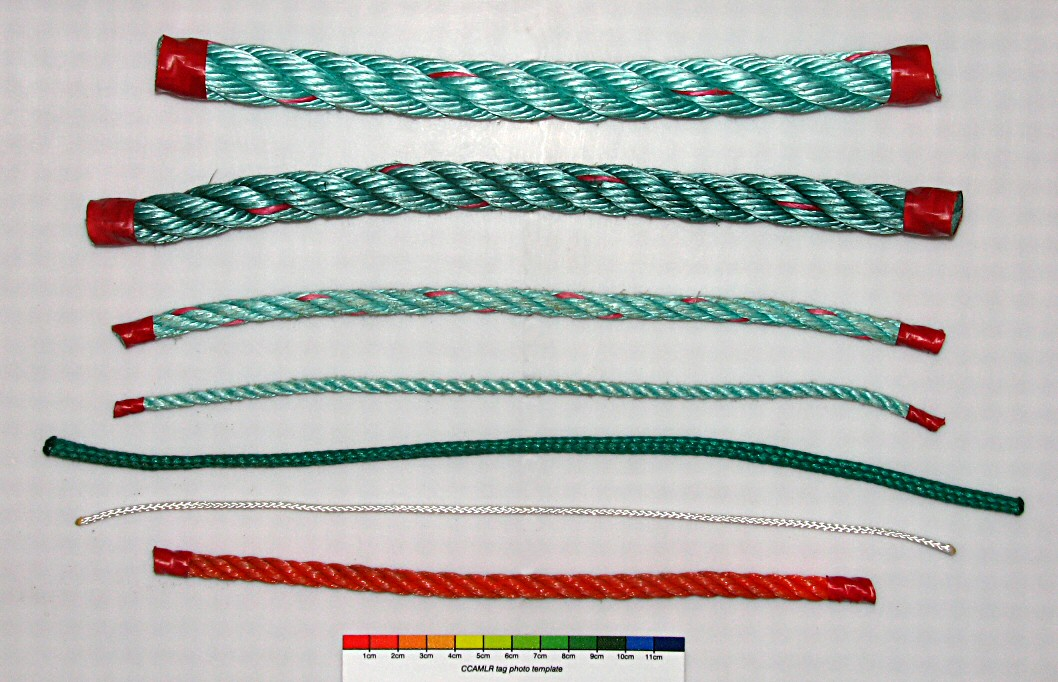
Плетёный такелаж — полипропиленовые канаты, верёвки и нейлоновые шнуры, используемые для экипировки донного испанского яруса
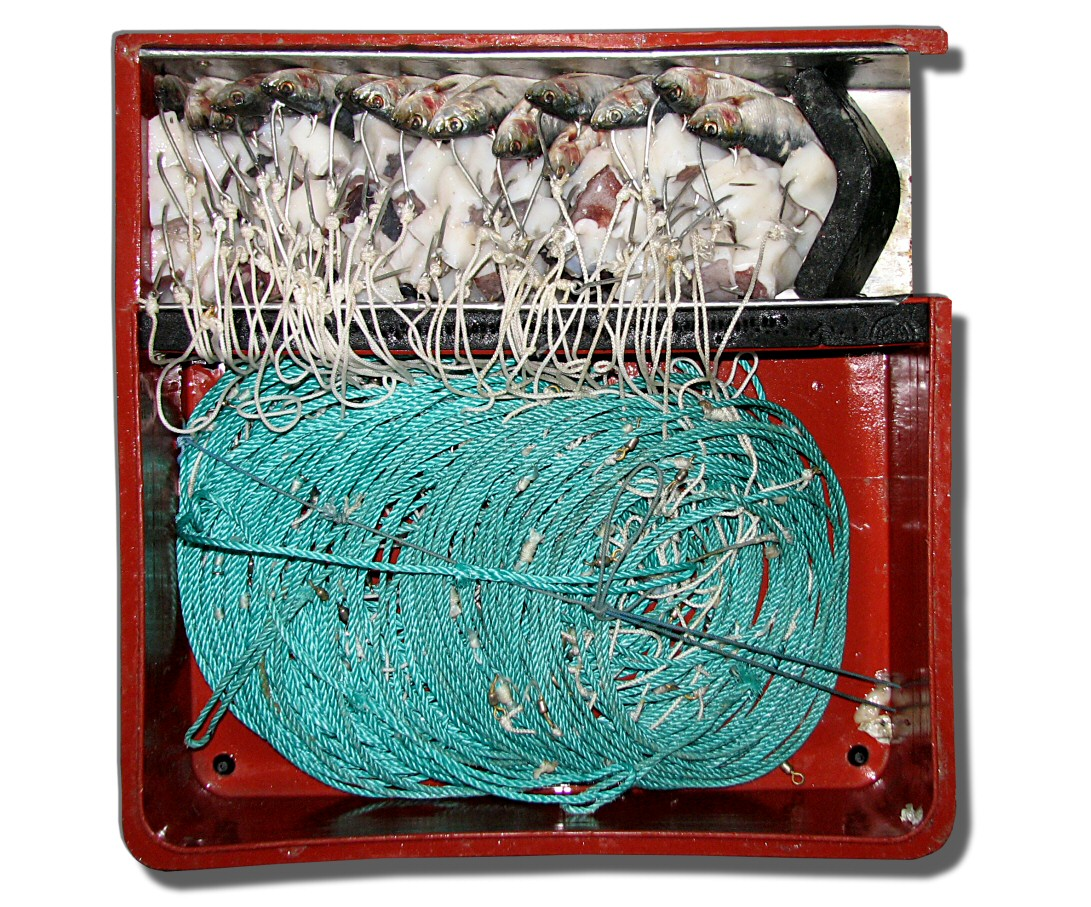
Ящик (корзина) с секцией испанского донного яруса, готового для замёта. Крючки (62 шт.) наживлены целой сардиной и кусками гигантского кальмара Гумбольдта (Dosidicus gigas)